# Кузьмин Роман Васильович
Роман Васильович Кузьмин (нар. 19 червня 1996, с. Цінева, Івано-Франківська область, Україна) — український футболіст, правий захисник франківського «Прикарпаття».

## Життєпис
Народився в селі Цінева Рожнятівського району. В юнацькому чемпіонаті Івано-Франківської області та ДЮФЛУ виступав за «Прикарпаття», «Карпати» (Галич), ДЮСШ (Рожнятів), «Газовик» (Богородчани) та «Карпати» (Брошнів-Осада).
У сезоні 2014/15 років провів 3 матчі за дубль ужгородської «Говерли». Наступного року повернувся до «Карпат» (Брошнів-Осада), які виступали в чемпіонаті Івано-Франківської області. У команді грав до літа 2017 року. Паралельно з цим під час зимових перерв виступав у чемпіонаті Івано-Франківської області з футзалу за колективи «Козацький Острів» (Чорнолізці) та «Тужилів». На початку січня 2017 року перейшов до клубу шостої регіональної ліги «Бад Вестеркоттен». Паралельно з грою у футбол працював на фермі господаря клубу. За словами самого гравця «на фермі на машині, на тракторі їздив».
Влітку 2017 року підписав свій перший професіональний контракт, з «Прикарпаттям». У футболці франківського клубу дебютував 9 липня 2017 року в переможному (3:0) виїзному поєдинку 1-го попереднього раунду кубку України проти білоцерківського «Арсеналу». Роман вийшов на поле на 57-ій хвилині, замінивши Ігора Худоб'яка. У Другій лізі України дебютував 14 липня 2017 року в програному (2:5) домашньому поєдинку 1-го туру групи А проти волочиського «Агробізнесу». Роман вийшов на поле в стартовому складі та відіграв увесь матч, а на 55-ій хвилині відзначився першим голом у професіональному футболі. 31 липня 2017 року в переможному (3:2) поєдинку 3-го туру групи А проти житомирського «Полісся» відзначився голом завдяки помилці воротаря команди-суперників та вдалому виконанні «сухого листа». У сезоні 2017/18 років зіграв 24 матчі (7 голів) у Другій лізі України та 4 матчі (1 гол) у кубку України. Наприкінці червня 2018 року залишив «Прикарпаття». З липня 2018 року до кінця січня 2019 року знову захищав кольори нижчолігового німецького клубу «Бад Вестеркоттен».
Наприкінці січня 2019 року повернувся до «Прикарпаття». У футболці франківського клубу після свого повернення дебютував 23 березня 2019 року в програному (1:3) виїзному поєдинку 19-го туру Першої ліги України проти ковалівського «Колоса». Роман вийшов на поле в стартовому складі, на 35-ій хвилині отримав жовту картку, а на 57-ій хвилині отримав другу жовту картку та достроково завершив матч. Дебютним голами в першій лізі України відзначився 10 травня 2019 року на 29-ій та 62-ій хвилинах програного (2:3) виїзного поєдинку 29-го туру проти київської «Оболоні». Кузьмин вийшов на поле в стартовому складі та відіграв увесь матч.